# Речна риба брадва
Речните риби брадви (Gasteropelecus sternicla) са вид актиноптери от семейство Гастеропелециди (Gasteropelecidae).
Разпространени са в сладководни басейни в Южна Америка. Често се отглеждат като декоративни риби.
Таксонът е описан за пръв път от Карл Линей през 1758 година.